# Septoria coprosmae
Septoria coprosmae är en svampart som beskrevs av Cooke 1886. Septoria coprosmae ingår i släktet Septoria och familjen Mycosphaerellaceae.   Inga underarter finns listade i Catalogue of Life.